# Serres Chaudes
Les Serres Chaudes is een grafiekmap uit 1918 van Léon Spilliaert. 

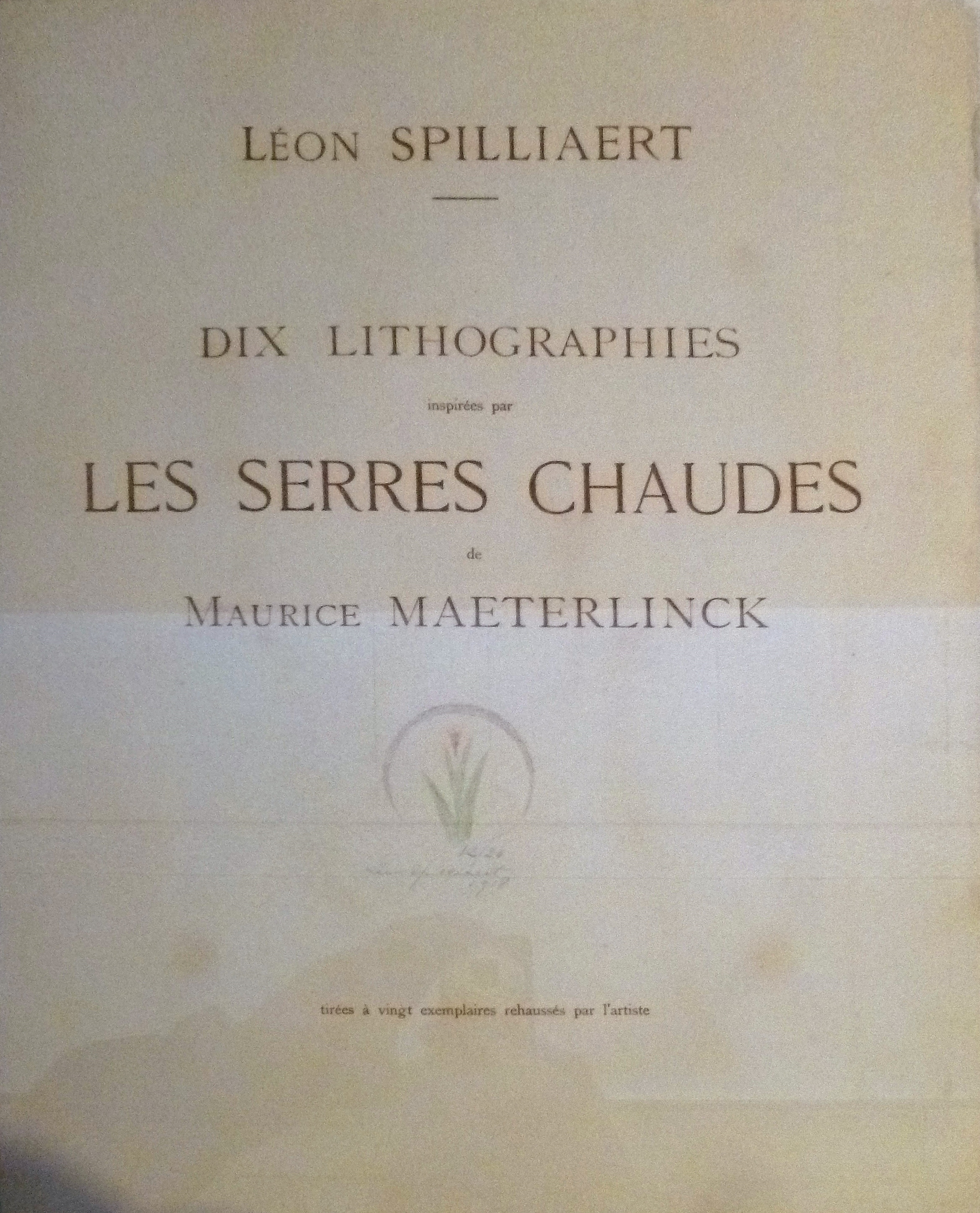
titelblad

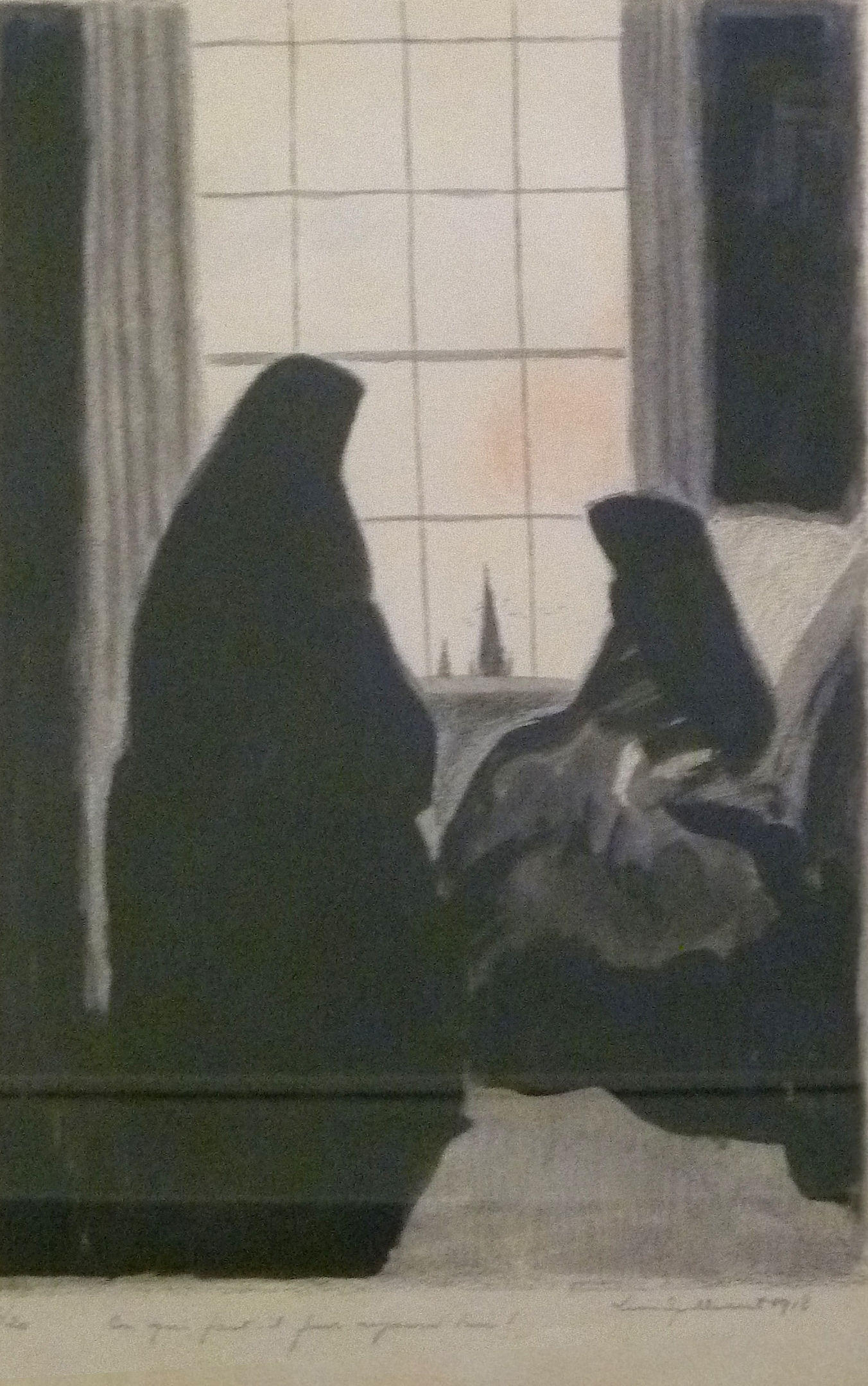
"Heures ternes"

## Presentatie
"Les Serres Chaudes", uitgegeven door Van Oest, Brussel in 1919, bestaat uit een suite van 10 monochrome litho’s op Japans papier gedrukt. De meeste exemplaren zijn gehoogd met kleurpotloden. Dit gebeurde manueel zodat twee exemplaren nooit exact dezelfde inkleuring hebben.
Ook het titelblad van het album is lithografisch gerealiseerd en is eigenlijk een elfde litho.
In de beredeneerde oeuvrecatalogus van het grafisch oeuvre van Léon Spilliaert door Xavier Tricot draagt “Les Serres Chaudes” het nr. 16.

## Inhoud
De productie van litho’s is duidelijk een erg tijdsgebonden fenomeen bij Spilliaert, onevenwichtig verspreid over zijn carrière. Zijn drie grote suites, “Plaisirs d’hiver”, “Sites brabançons” en “Les Serres Chaudes” ontstonden binnen een tijdspanne van twee jaar.
“Les Serres Chaudes” is de meest enigmatische van de drie : ze zijn geïnspireerd door gedichten van Maurice Maeterlinck uit diens dichtbundel “Serres Chaudes”.  
Het zijn “Serre Chaude”, “Oraison”, “Serre d’ennui”, “Cloche de verre”, “Heures ternes”, “Hôpital », « Cloche à plonger », « Intentions », « Attouchements » en « Chanson ».  Het laatste verwijst naar een gedicht uit de bundel « Quinze Chansons ». 
De voorstellingen zijn symbolistisch, zelfs pré-surrealistisch: broeikassen onder kale bomen, een mysterieus gehurkt figuur bij maanlicht, een lezende monnik met kinderen in een deuropening, twee verstilde voorstellingen met nonnen, een diepzeeduiker met haaien, een eenzame rotsachtige riviervallei, een zieke die een stralende druiventros aangereikt krijgt door een hand, grillige takken tegen een hemel met volle maan, zwevende geesten met offerandeschalen in een bos.

## Oplage
Er werden slechts 20 exemplaren gedrukt.

## Exemplaren
Oostende, Mu.ZEE (Kunstmuseum aan Zee), Oostende (exemplaar 3/20)